# Jack D. Woodall

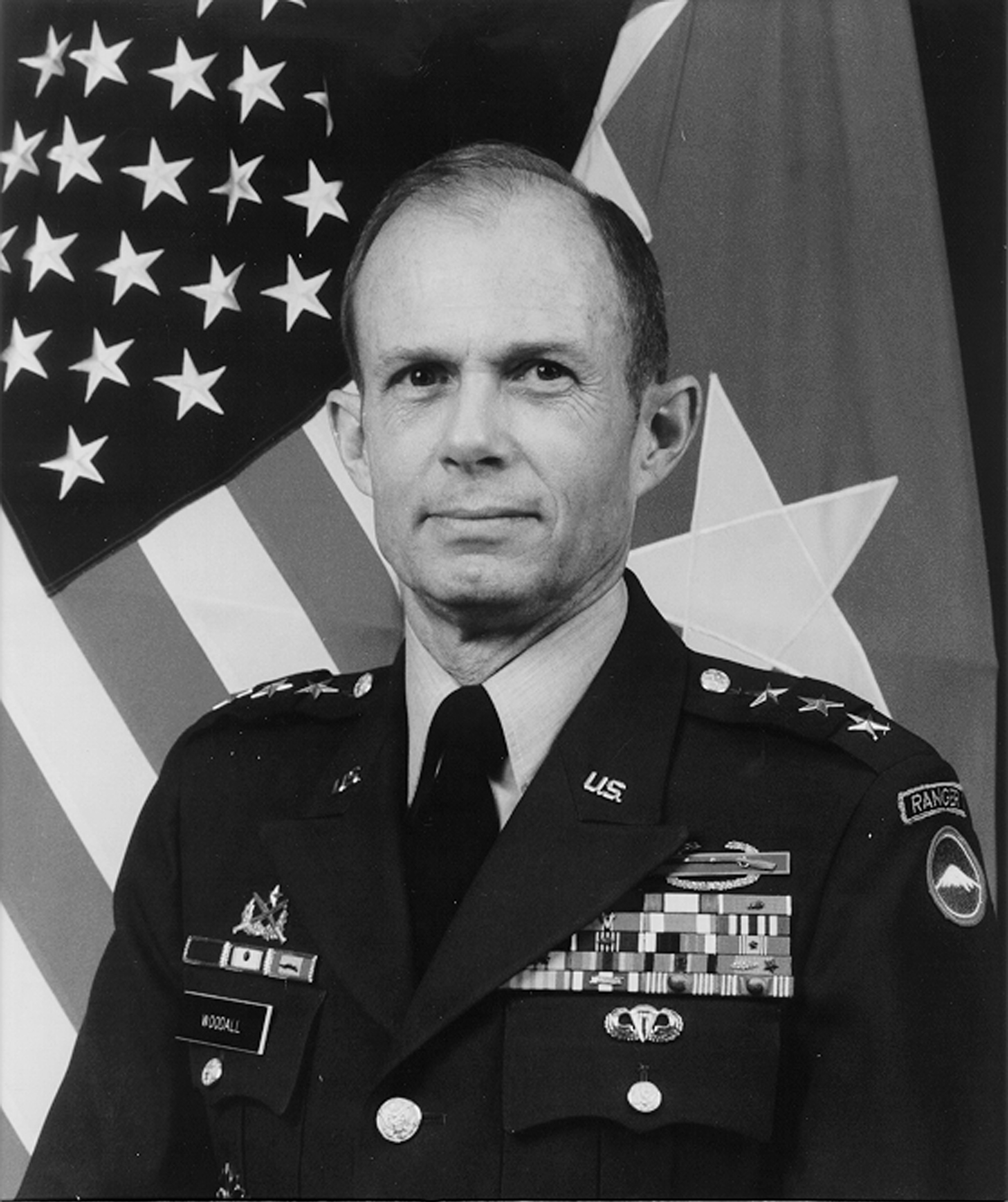
Jack D. Woodall

Jack David Woodall (* 1. August 1936 in Ferndale, Oakland County, Michigan) ist ein pensionierter Generalleutnant der United States Army. Er war unter anderem Kommandeur der 2. Infanteriedivision.

## Leben
Jack Woodall war ein Sohn von William John Woodall und dessen Frau Florence Gladys Feyen. Über das ROTC-Programm der Stetson University in Florida gelangte er im Jahr 1958 als Leutnant in das Offizierskorps des US-Heeres. In der Armee durchlief er anschließend alle Offiziersränge vom Leutnant bis zum Drei-Sterne-General.
In seinen jüngeren Jahren absolvierte er den für Offiziere in den entsprechenden Rangstufen üblichen Dienst in unterschiedlichen Einheiten und Standorten. Dazu gehörten auch Aufgaben als Stabsoffizier in verschiedenen Hauptquartieren. Seine Zeit als Kommandeur größerer Verbände begann im Jahr 1978, als er in Südkorea den Oberbefehl über die 1. Brigade der 2. Infanteriedivision erhielt. Dieses Amt bekleidete er bis 1979 dann wurde er nach Alexandria in Virginia zum Stab der militärischen Personalverwaltung des US-Heeres (Military Personell Center) versetzt, wo er bis 1982 in verschiedenen Positionen tätig war. Es folgte eine Versetzung nach Neapel zum NATO-Kommando Allied Forces Southern Europe, wo er bis 1984 dessen Abteilung G5 für militärische Planungen leitete. Zwischen 1984 und 1986 gehörte Woodall dem Stab der 4. Infanteriedivision in Fort Carson in Colorado an. In den Jahren 1986 und 1987 war er Stabsoffizier bei der Berlin Brigade. Einige Quellen nennen ihn als Kommandeur dieser Brigade. In den offiziellen Kommandeurslisten ist sein Name aber nicht verzeichnet. Anschließend verblieb er in Deutschland und wurde stellvertretender Kommandeur des damals in Frankfurt stationiertem V. Korps. Diesen Posten bekleidete er bis 1988.
Nach dem Ende seiner Dienstzeit beim V. Korps wurde Woodall erneut nach Südkorea versetzt, wo er im Juni 1988 als Nachfolger von Jack B. Farris das Kommando über die 2. Infanteriedivision übernahm. Er behielt diesen Posten bis zum November 1989 als Caryl G. Marsh seine Nachfolge antrat. Danach kommandierte er bis zu seiner Pensionierung im Jahr 1992 die United States Army Japan.
Nach dem Ende seiner Militärzeit wurde Woodall Präsident der Firma Innovative Technology Inc. in Brooksville in Florida. Er wurde Mitglied zahlreicher gesellschaftlicher Vereinigungen im Hernando County. Unter anderem war er dort einer der Direktoren der Handelskammer.

## Orden und Auszeichnungen
Jack Woodall erhielt im Lauf seiner militärischen Laufbahn unter anderem folgende Auszeichnungen:
- Legion of Merit
- Bronze Star Medal
- Meritorious Service Medal
- Joint Service Commendation Medal
- Army Commendation Medal